# Паннон, Субан
Субан Паннон (тайск. สุบรรณ พันโนน; род. 10 мая 1978, Кхонкэн) — тайский боксёр, представитель первой наилегчайшей весовой категории. Выступал за сборную Таиланда по боксу в конце 1990-х — середине 2000-х годов, чемпион Азиатских игр, чемпион Игр Юго-Восточной Азии, бронзовый призёр чемпионата мира, серебряный и бронзовый призёр чемпионатов Азии, участник двух летних Олимпийских игр, победитель и призёр многих турниров национального и международного значения. Также известен как тренер по боксу.

## Биография
Субан Паннон родился 10 мая 1978 года в ампхе Муэнг провинции Кхонкэн. Занимался боксом с раннего детства, проходил подготовку в команде Военно-морских сил Таиланда.
Впервые заявил о себе в 1996 году, став чемпионом Таиланда в весовой категории до 48 кг. Год спустя одержал победу на Кубке короля в Бангкоке и вошёл в основной состав тайской национальной сборной. Выступил на мировом первенстве в Будапеште, однако попасть здесь в число призёров не смог, уже на стадии 1/16 финала был остановлен поляком Анджеем Ржаны.
Первого серьёзного успеха на международном уровне добился в сезоне 1998 года, когда занял первое место на домашних Азиатских играх в Бангкоке. Также побывал на Кубке мира в Пекине, откуда привёз награду серебряного достоинства — единственное поражение потерпел от кубинского олимпийского чемпиона Маикро Ромеро. В следующем сезоне завоевал бронзовую медаль на чемпионате мира в Хьюстоне, проиграв в полуфинале будущему многократному чемпиону мира среди профессионалов из США Брайану Вилории, в то время как на чемпионате Азии в Ташкенте получил серебро, уступив в решающем поединке узбеку Дильшоду Юлдашеву.
Благодаря череде удачных выступлений Паннон удостоился права защищать честь страны на летних Олимпийских играх 2000 года в Сиднее — в зачёте минимальной весовой категории в стартовом поединке взял реванш у Юлдашева, однако во втором бою был побеждён представителем Украины Валерием Сидоренко и лишился всяких шансов на призовые позиции.
В 2001 году Субан Паннон одолел всех соперников на Играх Юго-Восточной Азии в Куала-Лумпуре. В 2002 году взял бронзу на Азиатских играх в Пусане и на азиатском первенстве в Серембане. В 2003 году отметился бронзовой наградой на Играх Юго-Восточной Азии в Ханое, отбоксировал на домашнем чемпионате мира в Бангкоке, где в четвертьфинале потерпел поражение от россиянина Сергея Казакова.
Находясь в числе лидеров боксёрской команды Таиланда, благополучно прошёл квалификацию на Олимпийские игры 2004 года в Афинах — на предварительном этапе взял верх над болгарином Салимом Салимовым, но в 1/16 финала со счётом 14:23 уступил кубинцу Яну Бартелеми, который в итоге и стал победителем этих Игр.
После афинской Олимпиады Паннон остался в основном составе тайской национальной сборной и продолжил принимать участие в крупнейших международных турнирах. Так, в 2005 году он выиграл бронзовую медаль на чемпионате Азии в Хошимине, выступил на Кубке мира в Москве и на Играх Юго-Восточной Азии. Последний раз показал сколько-нибудь значимые результаты на международной арене в сезоне 2006 года, когда завоевал серебряную медаль на Азиатских играх в Дохе, где в финале первой наилегчайшей весовой категории проиграл будущему двукратному олимпийскому чемпиону из Китая Цзоу Шимину.
Завершив спортивную карьеру, занялся тренерской деятельностью, в частности работал тренером в национальных сборных Таиланда и Мьянмы.